# A varázsfuvola (film, 1975)
A varázsfuvola (Trollflöjten) 1975-ben bemutatott, Ingmar Bergman rendezésében készült svéd operafilm, amely Wolfgang Amadeus Mozart operájának feldolgozása. Televíziós produkciónak készült, moziban csak egy évvel később mutatták be. A filmet levetítették az 1975-ös cannes-i filmfesztiválon is, de mint versenyfilm nem indult.

## Eltérések az eredeti műtől
- A betétdalokat az eredeti német helyett svédül éneklik.
- Sarastro Pamina édesapja.
- A Három Fiú saját magát mutatja be, ahelyett hogy az Éj Királynője Három Hölgye mutatná be őket. Bergman verziójában a fiúk nem állnak a Királynő szolgálatában.
- A jelenet, melyben a rabszolgák boldogan nevetnek, amikor Pamina megszökik Monostatostól nem szerepel.
- Monostatos nem fél Papagenotól.
- Az ima Ozirisz és Ízisz helyett a „Fény isteneihez” szól. Továbbá nincsenek olyan jelek, hogy a történet az Ókori Egyiptomban játszódna, csak az építészet és a technológia utal erre. Így a történet univerzálissá válik.
- A napfény amulett – mely után a Királynő sóvárog – elpusztul.
- A film közönsége a csúnya vénasszony helyett először egy gyönyörű nőnek látja Papagenat.
- Papageno és Papagena egymásra találása megelőzi Tamino és Pamináét.
- A Királynő nemcsak Monostatos mellett van ott a filmben, hanem együtt van a Három Hölggyel, és a sisakkal, pajzsokkal és lándzsákkal felszerelt kegyetlen amazonok mellett is feltűnik, maga is sisakot visel.

## Szereposztás
| Színész           | Karakter      |
| ----------------- | ------------- |
| Josef Köstlinger  | Tamino        |
| Irma Urrila       | Pamina        |
| Håkan Hagegård    | Papageno      |
| Elisabeth Erikson | Papagena      |
| Birgit Nordin     | Éj Királynője |
| Ulrik Cold        | Sarastro      |
| Ragnar Ulfung     | Monostatos    |

## Hatása a Kenneth Branagh változatra
30 évvel később a brit rendező Kenneth Branagh is feldolgozta Mozart klasszikusát. Branagh számos fő motívumot vett át Bergmantól, mint hogy Sarastro nála is Pamina édesapja, Monostatos nem fél Papagenótól és a végén öngyilkosságot követ el.

## Fordítás
- Ez a szócikk részben vagy egészben  a   The_Magic_Flute (1975 film) című angol Wikipédia-szócikk fordításán alapul.  Az eredeti cikk szerkesztőit annak laptörténete sorolja fel. Ez a jelzés csupán a megfogalmazás eredetét és a szerzői jogokat jelzi, nem szolgál a cikkben szereplő információk forrásmegjelöléseként.